# 乳突小檗
乳突小檗（学名：Berberis papillifera）是小檗科小檗属的植物，为中国的特有植物。分布在中国大陆的西藏、云南、四川等地，生长于海拔2,900米至3,000米的地区，一般生长在灌木林缘，目前尚未由人工引种栽培。